# 400 meter för herrar i friidrott vid olympiska sommarspelen 2004

## Medaljörer
| Gren      | Guld               | Guld  | Silver          | Silver | Brons            | Brons |
| 400 meter | Jeremy Wariner USA | 44,00 | Otis Harris USA | 44,16  | Derrick Brew USA | 44,42 |

## Resultat
Från de åtta kvalheaten gick de två främsta i varje heat samt de åtta snabbaste tiderna därutöver vidare till semifinal.
Från de tre semifinalerna gick de 2 främsta samt de två snabbaste tiderna därutöver vidare till final.
Alla tider visas i sekunder.

- Q innebär avancemang utifrån placering i heatet.
- q innebär avancemang utifrån total placering.
- DNS innebär att personen inte startade.
- DNF innebär att personen inte fullföljde.
- DQ innebär diskvalificering.
- NR innebär nationellt rekord.
- OR innebär olympiskt rekord.
- WR innebär världsrekord.
- WJR innebär världsrekord för juniorer
- AR innebär världsdelsrekord (area record)
- PB innebär personligt rekord.
- SB innebär säsongsbästa.

### Heat 1
| Placering | Idrottare         | Land          | Tid   | Noteringar |
| --------- | ----------------- | ------------- | ----- | ---------- |
| 1         | Alleyne Francique | Grenada       | 45,32 | Q          |
| 2         | Davian Clarke     | Jamaica       | 45.54 | Q          |
| 3         | Marcus la Grange  | Sydafrika     | 45.95 |            |
| 4         | Piotr Klimczak    | Polen         | 46.23 |            |
| 5         | Jun Osakada       | Japan         | 46.39 |            |
| 6         | Lloyd Zvasiya     | Zimbabwe      | 47.19 |            |
| 7         | David Canal       | Spanien       | 47.23 |            |
| 8         | Danilson Ricciuli | Guinea-Bissau | 49.27 |            |

### Heat 2
| Placering | Idrottare               | Land       | Tid   | Noteringar |
| --------- | ----------------------- | ---------- | ----- | ---------- |
| 1         | Christopher Brown       | Bahamas    | 45,09 | Q, SB      |
| 2         | Otis Harris             | USA        | 45.11 | Q          |
| 3         | Eric Milazar            | Mauritius  | 45.34 | q          |
| 4         | Casey Vincent           | Australien | 46.09 |            |
| 5         | Vincent Mumo Kiilu      | Kenya      | 46.31 |            |
| 6         | Andrés Silva            | Uruguay    | 46.48 |            |
| 7         | Stilianos Dimotsios     | Grekland   | 46.51 | SB         |
| 8         | Abdulla Mohamed Hussein | Somalia    | 51.52 |            |

### Heat 3
| Placering | Idrottare          | Land                | Tid   | Noteringar |
| --------- | ------------------ | ------------------- | ----- | ---------- |
| 1         | Anton Galkin       | Ryssland            | 45,43 | Q          |
| 2         | Yeimer López       | Kuba                | 45.44 | Q          |
| 3         | Alejandro Cárdenas | Mexiko              | 45.46 | q          |
| 4         | Gary Kikaya        | Kongo-Kinshasa      | 45.57 | q          |
| 5         | Ato Modibo         | Trinidad och Tobago | 46.29 |            |
| 6         | Mitsuhiro Sato     | Japan               | 46.70 |            |
| 7         | Takeshi Fujiwara   | El Salvador         | 48.46 |            |
| 8         | Youba Hmeida       | Mauretanien         | 49.18 |            |

### Heat 4
| Placering | Idrottare                         | Land              | Tid   | Noteringar |
| --------- | --------------------------------- | ----------------- | ----- | ---------- |
| 1         | Derrick Brew                      | USA               | 45,41 | Q          |
| 2         | Brandon Simpson                   | Jamaica           | 45.61 | Q          |
| 3         | Sofiane Labidi                    | Tunisien          | 46.04 |            |
| 4         | Daniel Caines                     | Storbritannien    | 46.15 |            |
| 5         | Rohan Pradeep Kumara              | Sri Lanka         | 46.20 |            |
| 6         | Evans Marie                       | Seychellerna      | 48.23 | PB         |
| 99        | Lezin Christian Elongo Ngoyikonda | Kongo-Brazzaville | DNS   |            |

### Heat 5
| Placering | Idrottare             | Land                    | Tid   | Noteringar |
| --------- | --------------------- | ----------------------- | ----- | ---------- |
| 1         | Carlos Santa          | Dominikanska republiken | 45,31 | Q          |
| 2         | Lewis Banda           | Zimbabwe                | 45.37 | Q          |
| 3         | K. Mathews Binu       | Indien                  | 45.48 | q, NR      |
| 4         | Cédric Van Branteghem | Belgien                 | 45.70 | q          |
| 5         | California Molefe     | Botswana                | 45.88 |            |
| 6         | Chris Lloyd           | Dominica                | 47.98 |            |
| 7         | Fawzi Al Shammari     | Kuwait                  | 48.25 |            |
| 8         | Saeed Al Adhreai      | Jemen                   | 49.39 |            |

### Heat 6
| Placering | Idrottare               | Land           | Tid   | Noteringar |
| --------- | ----------------------- | -------------- | ----- | ---------- |
| 1         | Jeremy Wariner          | USA            | 45,56 | Q          |
| 2         | Ingo Schultz            | Tyskland       | 45.88 | Q          |
| 3         | Young Talkmore Nyongani | Zimbabwe       | 46.03 |            |
| 4         | Zsolt Szeglet           | Ungern         | 46.16 |            |
| 5         | Malachi Davis           | Storbritannien | 46.28 |            |
| 6         | Oleg Misjukov           | Ryssland       | 46.41 |            |
| 7         | Dadi Denis              | Haiti          | 47.57 |            |
| 99        | Victor Kibet            | Kenya          | DNF   |            |

### Heat 7
| Placering | Idrottare             | Land         | Tid   | Noteringar |
| --------- | --------------------- | ------------ | ----- | ---------- |
| 1         | Michael Blackwood     | Jamaica      | 45,23 | Q          |
| 2         | Hamdan O Al Bishi     | Saudiarabien | 45.31 | Q          |
| 3         | Saul Weigopwa         | Nigeria      | 45.59 | q          |
| 4         | Matija Sestak         | Slovenien    | 45.88 | q          |
| 5         | Yuki Yamaguchi        | Japan        | 46.16 |            |
| 6         | Nagmeldin Ali Abubakr | Sudan        | 46.32 |            |
| 7         | Sajid Muhammad        | Pakistan     | 47.45 | SB         |
| 8         | Moses Kamut           | Vanuatu      | 48.14 | SB         |

### Heat 8
| Placering | Idrottare                          | Land           | Tid   | Noteringar |
| --------- | ---------------------------------- | -------------- | ----- | ---------- |
| 1         | Leslie Djhone                      | Frankrike      | 45,40 | Q          |
| 2         | Ezra Sambu                         | Kenya          | 45.59 | Q          |
| 3         | Timothy Benjamin                   | Storbritannien | 45.69 | q          |
| 4         | Clinton Hill                       | Australien     | 45.89 |            |
| 5         | Adem Hecini                        | Algeriet       | 46.50 |            |
| 6         | Luis Luna                          | Venezuela      | 47.92 |            |
| 7         | Jonni Lowe                         | Honduras       | 48.06 |            |
| 8         | Anderson Jorge Oliveira dos Santos | Brasilien      | 48.77 |            |

### Heat-summering
| Placering | Heat | Idrottare                          | Land                    | Tid   | Noteringar |
| --------- | ---- | ---------------------------------- | ----------------------- | ----- | ---------- |
| 1         | 2    | Christopher Brown                  | Bahamas                 | 45,09 | Q, SB      |
| 2         | 2    | Otis Harris                        | USA                     | 45.11 | Q          |
| 3         | 7    | Michael Blackwood                  | Jamaica                 | 45.23 | Q          |
| 4         | 5    | Carlos Santa                       | Dominikanska republiken | 45.31 | Q          |
| 4         | 7    | Hamdan O Al Bishi                  | Saudiarabien            | 45.31 | Q          |
| 6         | 1    | Alleyne Francique                  | Grenada                 | 45.32 | Q          |
| 7         | 2    | Eric Milazar                       | Mauritius               | 45.34 | q          |
| 8         | 5    | Lewis Banda                        | Zimbabwe                | 45.37 | Q          |
| 9         | 8    | Leslie Djhone                      | Frankrike               | 45.40 | Q          |
| 10        | 4    | Derrick Brew                       | USA                     | 45.41 | Q          |
| 11        | 3    | Anton Galkin                       | Ryssland                | 45.43 | Q          |
| 12        | 3    | Yeimer López                       | Kuba                    | 45.44 | Q          |
| 13        | 3    | Alejandro Cárdenas                 | Mexiko                  | 45.46 | q          |
| 14        | 5    | K. Mathews Binu                    | Indien                  | 45.48 | q, NR      |
| 15        | 1    | Davian Clarke                      | Jamaica                 | 45.54 | Q          |
| 16        | 6    | Jeremy Wariner                     | USA                     | 45.56 | Q          |
| 17        | 3    | Gary Kikaya                        | Kongo-Kinshasa          | 45.57 | q          |
| 18        | 7    | Saul Weigopwa                      | Nigeria                 | 45.59 | q          |
| 18        | 8    | Ezra Sambu                         | Kenya                   | 45.59 | Q          |
| 20        | 4    | Brandon Simpson                    | Jamaica                 | 45.61 | Q          |
| 21        | 8    | Timothy Benjamin                   | Storbritannien          | 45.69 | q          |
| 22        | 5    | Cédric Van Branteghem              | Belgien                 | 45.70 | q          |
| 23        | 5    | California Molefe                  | Botswana                | 45.88 |            |
| 23        | 6    | Ingo Schultz                       | Tyskland                | 45.88 | Q          |
| 23        | 7    | Matija Sestak                      | Slovenien               | 45.88 | q          |
| 26        | 8    | Clinton Hill                       | Australien              | 45.89 |            |
| 27        | 1    | Marcus la Grange                   | Sydafrika               | 45.95 |            |
| 28        | 6    | Young Talkmore Nyongani            | Zimbabwe                | 46.03 |            |
| 29        | 4    | Sofiane Labidi                     | Tunisien                | 46.04 |            |
| 30        | 2    | Casey Vincent                      | Australien              | 46.09 |            |
| 31        | 4    | Daniel Caines                      | Storbritannien          | 46.15 |            |
| 32        | 6    | Zsolt Szeglet                      | Ungern                  | 46.16 |            |
| 32        | 7    | Yuki Yamaguchi                     | Japan                   | 46.16 |            |
| 34        | 4    | Rohan Pradeep Kumara               | Sri Lanka               | 46.20 |            |
| 35        | 1    | Piotr Klimczak                     | Polen                   | 46.23 |            |
| 36        | 6    | Malachi Davis                      | Storbritannien          | 46.28 |            |
| 37        | 3    | Ato Modibo                         | Trinidad och Tobago     | 46.29 |            |
| 38        | 2    | Vincent Mumo Kiilu                 | Kenya                   | 46.31 |            |
| 39        | 7    | Nagmeldin Ali Abubakr              | Sudan                   | 46.32 |            |
| 40        | 1    | Jun Osakada                        | Japan                   | 46.39 |            |
| 41        | 6    | Oleg Misjukov                      | Ryssland                | 46.41 |            |
| 42        | 2    | Andres Silva                       | Uruguay                 | 46.48 |            |
| 43        | 8    | Adem Hecini                        | Algeriet                | 46.50 |            |
| 44        | 2    | Stilianos Dimotsios                | Grekland                | 46.51 | SB         |
| 45        | 3    | Mitsuhiro Sato                     | Japan                   | 46.70 |            |
| 46        | 1    | Lloyd Zvasiya                      | Zimbabwe                | 47.19 |            |
| 47        | 1    | David Canal                        | Spanien                 | 47.23 |            |
| 48        | 7    | Sajid Muhammad                     | Pakistan                | 47.45 | SB         |
| 49        | 6    | Dadi Denis                         | Haiti                   | 47.57 |            |
| 50        | 8    | Luis Luna                          | Venezuela               | 47.92 |            |
| 51        | 5    | Chris Lloyd                        | Dominica                | 47.98 |            |
| 52        | 8    | Jonni Lowe                         | Honduras                | 48.06 |            |
| 53        | 7    | Moses Kamut                        | Vanuatu                 | 48.14 | SB         |
| 54        | 4    | Evans Marie                        | Seychellerna            | 48.23 | PB         |
| 55        | 5    | Fawzi Al Shammari                  | Kuwait                  | 48.25 |            |
| 56        | 3    | Takeshi Fujiwara                   | El Salvador             | 48.46 |            |
| 57        | 8    | Anderson Jorge Oliveira dos Santos | Brasilien               | 48.77 |            |
| 58        | 3    | Youba Hmeida                       | Mauretanien             | 49.18 |            |
| 59        | 1    | Danilson Ricciuli                  | Guinea-Bissau           | 49.27 |            |
| 60        | 5    | Saeed Al Adhreai                   | Jemen                   | 49.39 |            |
| 61        | 2    | Abdulla Mohamed Hussein            | Somalia                 | 51.52 |            |
| 98        | 6    | Victor Kibet                       | Kenya                   | DNF   |            |
| 99        | 4    | Lezin Christian Elongo Ngoyikonda  | Kongo-Brazzaville       | DNS   |            |

### Semifinaler

#### Semifinal 1
| Placering | Idrottare             | Land           | Tid   | Noteringar |
| --------- | --------------------- | -------------- | ----- | ---------- |
| 1         | Jeremy Wariner        | USA            | 44,87 | Q          |
| 2         | Michael Blackwood     | Jamaica        | 45.00 | Q          |
| 3         | Leslie Djhone         | Frankrike      | 45.01 | q          |
| 4         | Lewis Banda           | Zimbabwe       | 45.23 |            |
| 5         | Eric Milazar          | Mauritius      | 45.23 |            |
| 6         | Gary Kikaya           | Kongo-Kinshasa | 45.58 |            |
| 7         | Ezra Sambu            | Kenya          | 45.84 |            |
| 8         | Cédric Van Branteghem | Belgien        | 46.03 |            |

#### Semifinal 2
| Placering | Idrottare          | Land      | Tid   | Noteringar |
| --------- | ------------------ | --------- | ----- | ---------- |
| 1         | Derrick Brew       | USA       | 45,05 | Q          |
| 2         | Davian Clarke      | Jamaica   | 45.27 | Q          |
| 3         | Christopher Brown  | Bahamas   | 45.31 |            |
| 4         | Yeimer López       | Kuba      | 45.52 |            |
| 5         | Alejandro Cárdenas | Mexiko    | 45.64 |            |
| 6         | K. Mathews Binu    | Indien    | 45.97 |            |
| 7         | Matija Sestak      | Slovenien | 46.54 |            |
| 99        | Anton Galkin       | Ryssland  | DSQ   |            |

#### Semifinal 3
| Placering | Idrottare         | Land                    | Tid   | Noteringar |
| --------- | ----------------- | ----------------------- | ----- | ---------- |
| 1         | Brandon Simpson   | Jamaica                 | 44,97 | Q          |
| 2         | Otis Harris       | USA                     | 44.99 | Q          |
| 3         | Alleyne Francique | Grenada                 | 45.08 | q          |
| 4         | Carlos Santa      | Dominikanska republiken | 45.58 |            |
| 5         | Hamdan O Al Bishi | Saudiarabien            | 45.59 |            |
| 6         | Saul Weigopwa     | Nigeria                 | 45.67 |            |
| 7         | Ingo Schultz      | Tyskland                | 46.23 |            |
| 8         | Timothy Benjamin  | Storbritannien          | 46.28 |            |

#### Semifinalssumering
| Placering | Heat | Idrottare             | Land                    | Tid   | Noteringar |
| --------- | ---- | --------------------- | ----------------------- | ----- | ---------- |
| 1         | 1    | Jeremy Wariner        | USA                     | 44,87 | Q          |
| 2         | 3    | Brandon Simpson       | Jamaica                 | 44.97 | Q          |
| 3         | 3    | Otis Harris           | USA                     | 44.99 | Q          |
| 4         | 1    | Michael Blackwood     | Jamaica                 | 45.00 | Q          |
| 5         | 1    | Leslie Djhone         | Frankrike               | 45.01 | q          |
| 6         | 2    | Derrick Brew          | USA                     | 45.05 | Q          |
| 7         | 3    | Alleyne Francique     | Grenada                 | 45.08 | q          |
| 8         | 1    | Lewis Banda           | Zimbabwe                | 45.23 |            |
| 8         | 1    | Eric Milazar          | Mauritius               | 45.23 |            |
| 10        | 2    | Davian Clarke         | Jamaica                 | 45.27 | Q          |
| 11        | 2    | Christopher Brown     | Bahamas                 | 45.31 |            |
| 12        | 2    | Yeimer López          | Kuba                    | 45.52 |            |
| 13        | 1    | Gary Kikaya           | Kongo-Kinshasa          | 45.58 |            |
| 13        | 3    | Carlos Santa          | Dominikanska republiken | 45.58 |            |
| 15        | 3    | Hamdan O Al Bishi     | Saudiarabien            | 45.59 |            |
| 16        | 2    | Alejandro Cárdenas    | Mexiko                  | 45.64 |            |
| 17        | 3    | Saul Weigopwa         | Nigeria                 | 45.67 |            |
| 18        | 1    | Ezra Sambu            | Kenya                   | 45.84 |            |
| 19        | 2    | K. Mathews Binu       | Indien                  | 45.97 |            |
| 20        | 1    | Cedric van Branteghem | Belgien                 | 46.03 |            |
| 21        | 3    | Ingo Schultz          | Tyskland                | 46.23 |            |
| 22        | 3    | Timothy Benjamin      | Storbritannien          | 46.28 |            |
| 23        | 2    | Matija Sestak         | Slovenien               | 46.54 |            |
| 99        | 2    | Anton Galkin          | Ryssland                | DSQ   |            |

### Final
| Placering | Idrottare         | Land      | Tid   | Noteringar |
| --------- | ----------------- | --------- | ----- | ---------- |
| 1         | Jeremy Wariner    | USA       | 44,00 | PB         |
| 2         | Otis Harris       | USA       | 44,16 | PB         |
| 3         | Derrick Brew      | USA       | 44,42 | PB         |
| 4         | Alleyne Francique | Grenada   | 44,66 |            |
| 5         | Brandon Simpson   | Jamaica   | 44,76 | PB         |
| 6         | Davian Clarke     | Jamaica   | 44,83 | PB         |
| 7         | Leslie Djhone     | Frankrike | 44,94 |            |
| 8         | Michael Blackwood | Jamaica   | 45,55 |            |

## Rekord

### Världsrekord
- Michael Johnson, USA, 43,18 s, 26 augusti 1999, Sevilla, Spanien

### Olympiskt rekord
- Michael Johnson, USA, 43,49 s, 29 juli 1996, Atlanta, Georgia, USA

## Tidigare vinnare

### OS
- 1896 i Aten: Thomas Burke, USA – 54,2
- 1900 i Paris: Maxey Long, USA – 49,4
- 1904 i S:t Louis: Harry Hillman, USA – 49,2
- 1906 i Aten: Paul Pilgrim, USA – 53,2
- 1908 i London: Wyndham Halswelle, Storbritannien – 50,0
- 1912 i Stockholm: Charles Reidpath, USA – 48,2
- 1920 i Antwerpen: Bevil Rudd, Sydafrika – 49,6
- 1924 i Paris: Eric Liddell, Storbritannien, - 47,6
- 1928 i Amsterdam: Ray Barbuti, USA – 47,8
- 1932 i Los Angeles: William Carr, USA – 46,2
- 1936 i Berlin: Archie Williams, USA – 46,5
- 1948 i London: Arthur Wint, Jamaica – 46,2
- 1952 i Helsingfors: George Rhoden, Jamaica – 45,9
- 1956 i Melbourne: Charles Jenkins, USA – 46,7
- 1960 i Rom: Otis Davis, USA – 44,9
- 1964 i Tokyo: Michael Larrabee, USA – 45,15
- 1968 i Mexico City: Lee Evans, USA – 43,86
- 1972 i München: Vincent Mattews, USA – 44,66
- 1976 i Montréal: Alberto Juantorena, Kuba – 44,26
- 1980 i Moskva: Viktor Markin, Sovjetunionen – 44,60
- 1984 i Los Angeles: Alonzo Babers, USA – 44,27
- 1988 i Seoul: Steve Lewis, USA – 43,87
- 1992 i Barcelona: Quincy Watts, USA – 43,50
- 1996 i Atlanta: Michael Johnson, USA – 43,49
- 2000 i Sydney: Michael Johnson, USA – 43,84

### VM
- 1983 i Helsingfors: Bert Cameron, Jamaica – 45,05
- 1987 i Rom: Thomas Schönlebe, DDR – 44,33
- 1991 i Tokyo: : Antonio Pettygrew, USA – 44,57
- 1993 i Stuttgart: : Michael Johnson, USA – 43,65
- 1995 i Göteborg: Michael Johnson, USA – 43,39
- 1997 i Aten: Michael Johnson, USA – 44,12
- 1999 i Sevilla: Michael Johnson, USA – 43,18
- 2001 i Edmonton: Avard Moncur, Bahamas – 44,64
- 2003 i Paris: Jerome Young, USA – 44,50